# Ladbergen
Ladbergen er en tysk by og kommune i Landkreis Steinfurt, delstaten Nordrhein-Westfalen. Kommunen har lidt over 6.000 indbyggere. Byen ligger 25 km sydøst for Osnabrück og 25 km nordøst for Münster.
Dortmund-Ems-kanalen ligger på den vestlige grænse op til kommunen Greven og Münster Osnabrück International Airport er placeret få km for centrum af Ladbergen.